# Carmen nue
Pour plus de détails, voir Fiche technique et Distribution.
Carmen nue est un film musical et érotique français réalisé par Albert López et sorti en 1984.
Il s'agit d'une adaptation de la nouvelle Carmen de Prosper Mérimée, parue en 1847, ainsi qu'un remake de Carmen fille d'amour (es) de Giuseppe Maria Scotese, sorti en 1952.

## Synopsis
Carmen est une gitane complice de contrebandiers, qui se réfugie dans la cabine du capitaine José. Il tombe amoureux d'elle et lui rend visite dans la taverne où elle danse, et reste attaché à cette femme qui, dévouée aux amours clandestines et aux affaires louches, l'oublie souvent.

## Fiche technique
- Titre original français : Carmen nue[1]
- Réalisateur : Albert López
- Scénario : Albert López d'après Carmen de Prosper Mérimée, parue en 1847.
- Photographie : Jean-Paul Pradier
- Montage : Gérard Le Du
- Musique : Georges Bizet
- Costumes : Encarnacion Ruiz
- Production : Benjamin Ouahba, Albert Féraud
- Société de production : African Queen Productions, Vidéo Cinéma-Télévision International
- Pays de production :  France
- Langue originale : français
- Format : Couleurs - Son mono
- Durée : 82 minutes
- Genre : film musical et érotique
- Dates de sortie :
  - France : 29 août 1984

## Distribution
- Pamela Prati : Carmen
- Lorenzo Santamaría : José
- Irene Daina : Dorotea
- Pierre Rosso : l'ufficiale